# Acrophyton claviger
Acrophyton claviger är en korallart som beskrevs av Sydney John Hickson 1900. Acrophyton claviger ingår i släktet Acrophyton och familjen läderkoraller. Inga underarter finns listade i Catalogue of Life.